# Джиллетт, Берт
Берт Джиллетт (англ. Burt Gillett; 15 октября 1891, Элмайра — 28 декабря 1971, Лос-Анджелес) — американский сценарист и режиссёр рисованных мультфильмов, наиболее известный работой над мультипликационным сериалом Silly Symphonies.

## Биография
Берт Джиллетт начал свою карьеру в студии JR Bray в Нью-Йорке. В 1929 он был назначен режиссёром в Disney Studios и занимал эту должность во многих фильмах до 1934 года.
В конце 1934 года он покинул Disney Studios и был принят на работу в 1935 году в Van Beuren Studios.
В 1936 году он вернулся в студию Disney и ему доверили работу над короткометражным фильм Moth and the Flame (1938). Но в октябре 1937 года он снова покинул студию Disney.

## Награды
- 1932 — Цветы и деревья — Премия «Оскар» за лучший анимационный короткометражный фильм
- 1933 — Три поросёнка — Премия «Оскар» за лучший анимационный короткометражный фильм